# Clifton (Tennessee)
Clifton és una població dels Estats Units a l'estat de Tennessee. Segons el cens del 2000 tenia 2.699 habitants.

## Demografia
Segons el cens del 2000, Clifton tenia 2.699 habitants, 353 habitatges, i 223 famílies. La densitat de població era de 162,3 habitants/km².
Dels 353 habitatges en un 26,1% hi vivien nens de menys de 18 anys, en un 47% hi vivien parelles casades, en un 12,7% dones solteres, i en un 36,8% no eren unitats familiars. En el 34% dels habitatges hi vivien persones soles el 12,5% de les quals corresponia a persones de 65 anys o més que vivien soles. El nombre mitjà de persones vivint en cada habitatge era de 2,28 i el nombre mitjà de persones que vivien en cada família era de 2,93.
Per edats la població es repartia de la següent manera: un 7% tenia menys de 18 anys, un 13,3% entre 18 i 24, un 56,2% entre 25 i 44, un 17,7% de 45 a 60 i un 5,9% 65 anys o més.
L'edat mediana era de 35 anys. Per cada 100 dones de 18 o més anys hi havia 684,7 homes.
La renda mediana per habitatge era de 22.500 $ i la renda mediana per família de 35.000 $. Els homes tenien una renda mediana de 36.848 $ mentre que les dones 19.318 $. La renda per capita de la població era de 13.780 $. Entorn del 15,4% de les famílies i el 22% de la població estaven per davall del llindar de pobresa.

## Poblacions més properes
El següent diagrama mostra les poblacions més properes.